# Борку
Борку́ (фр. Borkou, араб. منطقة بوركو) — адміністративний регіон в Республіці Чад.
- Адміністративний центр - місто Фая-Ларжо.
- Площа - 241 000 км², населення - 97 251 особа (2009 рік).

Поблизу місця Коро Торо на території стародавнього річкового русла Бахр-ель-Газаль в 1995 році французьким палеонтологом Мішелем Бруне були виявлені викопні останки невідомого гомініда, який отримав назву австралопітек бахр-ель-газальський.

## Географія
Регіон Борку знаходиться на півночі Чаду. На сході межує з регіоном Еннеді, на півдні з регіонами Ваді-Фіра та Батха, Бахр-ель-Газаль, Канем, на заході - з регіоном Тібесті та Нігером, на півночі з Лівією.

## Історія
Утворений на території колишнього регіону Борку-Еннеді-Тібесті 19 лютого 2008 року.

## Адміністративний поділ
В адміністративному відношенні регіон Борку ділиться на два департаменти, Борку та Борку-Яла, а також на 4 супрефектури - Фая-Ларжо і Куба-Оланга (обидві - в департаменті Борку), і Кирдимі і Ярад (обидві - в департаменті Борку-Яла).